# Benson, Pennsylvania
Benson är en ort i Somerset County i delstaten Pennsylvania, USA.